# Robert Crispin
Robert Crispin (auch bekannt unter der französischen Namensform Crépin; † 1073) war ein normannischer Reiterführer im Dienst des Byzantinischen Reichs. Er wird als Northmannia egressus beschrieben.
Er hatte in Spanien gegen die Muslime gekämpft und hielt sich 1066 im südlichen Italien auf. Ihm wurde im Armeniakon ein eigenes Gut zugewiesen, vielleicht ein kaiserliches Gestüt. Er nahm an dem syrischen Feldzug 1068 von Romanos IV. Diogenes teil, war aber scheinbar von der eher defensiven Taktik des Kaisers nicht begeistert. Während der Kaiser nach Konstantinopel zurückkehrte, schickte er Crispin mit seinen normannischen Söldnern an den oberen Euphrat, um die dortige Grenze gegen die Seldschuken unter Alp Arslan zu halten.
Als er sich von Kaiser Romanos nicht ausreichend belohnt fand, rebellierte Crispin 1069 und begann, die kaiserlichen Steuereintreiber auszuplündern. Von seiner Basis, der gut befestigten Burg Maurokastron auf einem steilen Felssporn im Armeniakon, die ihm wohl als Basis zugeteilt worden war, konnte er Angriffen der örtlichen Truppen mühelos widerstehen. Als Romanus mit einer gut ausgerüsteten Armee gegen ihn marschierte, ergab er sich jedoch sofort, und der Kaiser begnadigte ihn wegen „seines persönlichen Adels und seiner Heldentaten und Aktionen (diataxeis) in vorhergehenden Kriegszügen“. Da Crispin sich aber fern seiner Genossen gänzlich in kaiserlicher Gewalt befand, erwog dieser die Gefahr eines Angriffs auf seine Person und entfernte Crispin gänzlich aus seiner Armee. Er wurde nach Abydos verbannt.
Als sich Michael VII. Dukas gegen seinen vormaligen Mitkaiser in offener Rebellion erhob, versicherte er sich der Dienste Crispins und erhob ihn wieder in seinen vormaligen Posten. Crispin scheint dem Kaiser danach treu gedient zu haben.  Sein Tod in Konstantinopel (vielleicht sogar im Großen Palast selber) wurde sogar von dem aristokratischen Chronisten Michael Psellos vermerkt. Es ging allerdings auch das Gerücht um, er sei von den „neidischen Griechen“ vergiftet worden.
In seiner Truppe diente eine Zeit lang auch Roussel Phrangopolos, ein Franke, der durch seinen Verrat traurige Berühmtheit erlangte.